# アン・ヘイニー
アン・ヘイニー（Anne Haney,  1934年3月4日 - 2001年5月26日）は、アメリカ合衆国の女優である。

## 来歴
1934年、テネシー州メンフィスに生まれる。高校を卒業後、ノースカロライナ大学チャペルヒル校へ進学して演劇を学んだ。公共放送テレビ局のプロデューサーだった夫、ジョン・ヘイニーと結婚。しばらくは一人娘の育児のため、演劇界からは離れていたが、1980年に夫が死去。
1970年後半には娘も大学に行く年になっていたため、単身南カリフォルニアへ渡り、女優としてのキャリアをスタートさせた。1980年にウォルター・マッソーとグレンダ・ジャクソンが出演した『ホップスコッチ/或るエリート・スパイの反乱』で劇場映画デビュー。その後はテレビドラマや映画の様々な作品へ出演し、順調にキャリアを築き上げた。その中でも特にロビン・ウィリアムズとサリー・フィールドが主演のコメディ映画『ミセス・ダウト』において、ウィリアムズ演じる主人公の真面目すぎる家庭訪問員役で知られている。

### 死去
2001年5月26日、カリフォルニア州ロサンゼルスにて、心不全のため死去した。67歳だった。

## 出演作品

### 映画
- Summer of My German Soldier (1978) ※テレビ映画
- ホップスコッチ/或るエリート・スパイの反乱 Hopscotch (1980)
- The Mating Season (1980) ※テレビ映画
- サーカス天国 When the Circus Came to Town (1981) ※テレビ映画
- さよならジョージア The Night the Lights Went Out in Georgia (1981)
- Big Bend Country (1981)
- The Children Nobody Wanted (1981)
- メーキング・ラブ Making Love (1982)
- The Adventures of Pollyanna (1982)
- 女優フランシス Frances (1982)
- 独立記念日 Independence Day (1983)
- The Invisible Woman (1983)
- バイオレント・サタデー The Osterman Weekend (1983)
- インパルス! 暴走する脳 Impulse (1984)
- The Night They Saved Christmas (1984)
- 悪い種子 The Bad Seed (1985) ※テレビ映画
- Malice in Wonderland (1985)
- 明日へのタッチダウン The Best of Times (1986)
- ブラインド・ポリス Blind Justice (1986)
- クリスマス・ギフト The Christmas Gift (1986)
- LBJ: The Early Years (1987)
- 薔薇と殺意に抱かれて Roses Are for the Rich (1987)
- ロス市警特捜刑事/惨劇のX'masイヴ Cold Steel (1987)
- エルヴィスと私 Elvis and Me (1988)
- Jailbirds (1991)
- Plymouth (1991)
- サイバー・ドッグ K-9000 K-9000 (1991)
- Wildest Dreams (1991)
- オーバールールド In My Daughter's Name (1992)
- ドライビング Miss デイジー Driving Miss Daisy (1992) ※テレビ映画版
- Telling Secrets (1993)
- ミセス・ダウト Mrs. Doubtfire (1993)
- Star Struck (1994)
- アメリカン・プレジデント The American President (1995)
- マザー Mother (1996)
- ライアー ライアー Liar Liar (1997)
- Changing Habits (1997)
- 真夜中のサバナ Midnight in the Garden of Good and Evil (1997)
- レッサー・エヴィル The Lesser Evil (1998)
- サイコ Psycho (1998)
- 恋は嵐のように Forces of Nature (1999)
- アウト・オブ・タウナーズ The Out-of-Towners (1999)

### テレビドラマ
- 爆発!デューク The Dukes of Hazzard (1981)
- Bosom Buddies (1981)
- わが街ハーパーバレーは大騒ぎ Harper Valley P.T.A. (1981)
- Dr.刑事クインシー Quincy M.E. (1982)
- チアーズ Cheers (1982)
- ディズニーランド Disneyland (1982, 1986)
- ファミリー・タイズ Family Ties (1983)
- After MASH (1983)
- ヒルストリート・ブルース Hill Street Blues (1984, 1987)
- スケアクロウとキング夫人 Scarecrow and Mrs. King (1984)
- St. Elsewhere (1984)
- ニューハート Newhart (1984)
- ライム・ストリート Lime Street (1985 - 1986)
- Mr.ベルヴェデア Mr. Belvedere (1985)
- ダイナスティ Dynasty (1986)
- マトロック Matlock (1986, 1988, 1991)
- ゴールデン・ガールズ The Golden Girls (1986)
- Mama's Family (1986 - 1989)
- トワイライトゾーン The Twilight Zone (1986)
- 頑固じいさん孫3人 Our House (1986 - 1988)
- L.A.ロー 七人の弁護士 L.A. Law (1986 - 1994)
- 美女と野獣 Beauty and the Beast (1988)
- Nearly Departed (1989)
- 浮気なおしゃれミディ Designing Women (1989)
- 新スタートレック Star Trek: The Next Generation (1989)
- 新・刑事コロンボ Columbo (1990)
- The Bradys (1990)
- キャピタル・ニュース Capital News (1990)
- グッドラックサイゴン Tour of Duty (1990)
- 名探偵ダウリング神父 Father Dowling Mysteries (1990)
- 天才少年ドギー・ハウザー Doogie Howser, M.D. (1991)
- タイムマシーンにお願い Quantum Leap (1991)
- The Golden Palace (1992)
- たどりつけばアラスカ Northern Exposure (1992)
- スタートレック:ディープ・スペース・ナイン Star Trek: Deep Space Nine (1993)
- Civil Wars (1992, 1993)
- ER緊急救命室 ER (1994)
- NYPDブルー NYPD Blue (1996)
- Murder One (1996)
- Leaving L.A. (1997)
- 荒野の七人 The Magnificent Seven (1998)
- To Have & to Hold (1998)
- ボーイ・ミーツ・ワールド Boy Meets World (1999)
- シカゴ・ホープ Chicago Hope (1999)
- チャームド Charmed (2000)
- ダーマ&グレッグ Dharma & Greg (2000, 2001)
- ラリーのミッドライフ★クライシス Curb Your Enthusiasm (2000)
- アリー my Love Ally My Love (2001)
- プロビデンス Providence (2001)